# Maurice Allais
Maurice Allais (ur. 31 maja 1911 w Paryżu, zm. 9 października 2010 w Saint-Cloud) – francuski ekonomista i inżynier, prof. École nationale supérieure des mines de Paris, laureat Nagrody Banku Szwecji im. Alfreda Nobla w dziedzinie ekonomii w 1988 roku.

## Życiorys
Twórca Złotej Zasady, głoszącej, że jeżeli liczba ludności jest stała, to w celu osiągnięcia maksimum konsumpcji per capita realna stopa procentowa winna wynosić zero. Napisał liczne prace dotyczące rynków i efektywnego wykorzystania nakładów. W 1953 roku zaproponował eksperyment, znany obecnie jako paradoks Allais, w którym podważył przewidywania teorii oczekiwanej użyteczności. W 1988 roku otrzymał Nagrodę Banku Szwecji im. Alfreda Nobla w dziedzinie ekonomii za teorię rynków i efektywnego wykorzystania zasobów.
W swoich publikacjach wielokrotnie zwracał uwagę na przyczyny cyklicznie występujących kryzysów gospodarczych. Źródła załamań rynkowych upatrywał w fundamentalnej konstrukcji systemu kredytowego, który umożliwia kreację przez system bankowy ex nihilo środków płatniczych oraz w powszechnej praktyce długoterminowego finansowania funduszami pożyczanymi krótkoterminowo. Wskazywał na potrzebę reformy systemu finansowego, wskazując, iż powinna się ona opierać na dwóch najważniejszych zasadach:
- Kreacja pieniądza powinna stanowić uprawnienie państwowe i wyłącznie państwowe. Wszelka kreacja pieniężna, poza pieniądzem podstawowym, emitowanym przez bank centralny, winna być uniemożliwiona, dzięki czemu znikłyby „fałszywe uprawnienia”, biorące się obecnie z bankowej kreacji środków płatniczych[4].
- Wszelkie finansowanie inwestycji z określonym terminem powinno dokonywać się wkładami na terminy dłuższe, a przynajmniej równie długie[4].

W dziedzinie fizyki od 1959 prowadził eksperymenty związane z prędkością światła i grawitacją. Dokonał odkrycia niespodziewanego zjawiska, modyfikującego ogólną teorię względności, nazwanego przez naukowców z NASA „efektem Allais”.
Maurice Allais uczestniczył od 1951 w projekcie budowania wspólnej Europy. Odniósł się krytycznie do niektórych aspektów polityki gospodarczej zawartych w Traktacie Rzymskim i kolejnych, kluczowych dokumentach. Wyraził również zastrzeżenia w sprawie wprowadzenia wspólnej europejskiej waluty. W 2005 wyraził podobne zastrzeżenia odnośnie do Europejskiej Konstytucji. Był zagorzałym przeciwnikiem polityki globalizacji.

## Cytaty
- „W istocie obecne tworzenie pieniędzy z niczego przez system bankowy jest podobne – nie waham się powiedzieć tego, żeby ludzie jasno zdali sobie sprawę, o co tu chodzi – do tworzenia pieniędzy przez fałszerzy, tak słusznie potępianych przez prawo. W konkretnych warunkach prowadzi to do tych samych rezultatów. Jedyną różnicą jest to, że tymi, którzy czerpią z tego korzyści są inni ludzie.”[6]